# Pusti
Pusti – wieś w Chorwacji, w żupanii istryjskiej, w gminie Svetvinčenat. W 2011 roku liczyła 38 mieszkańców.